# أسادو

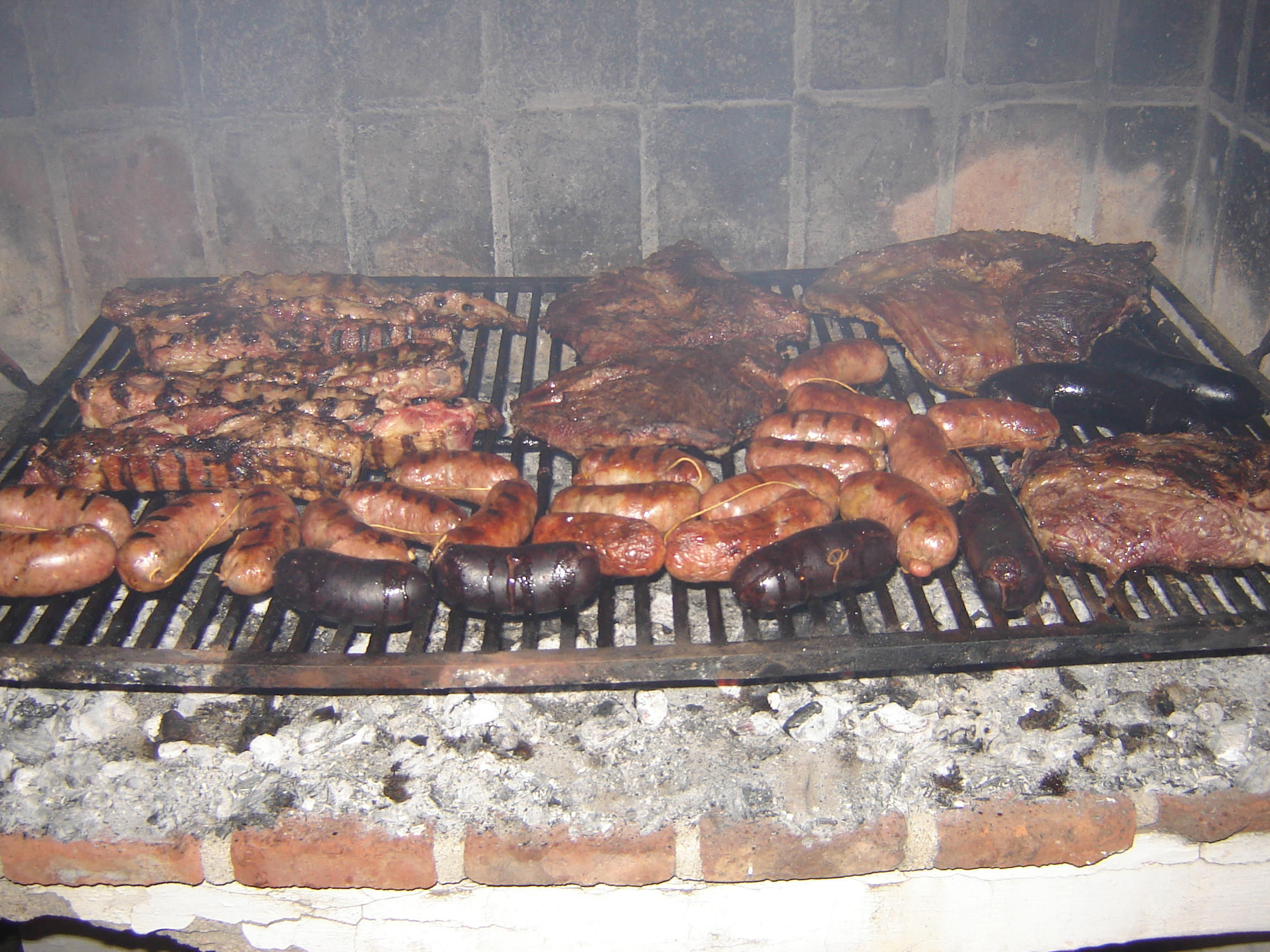
أسادو مشوي.

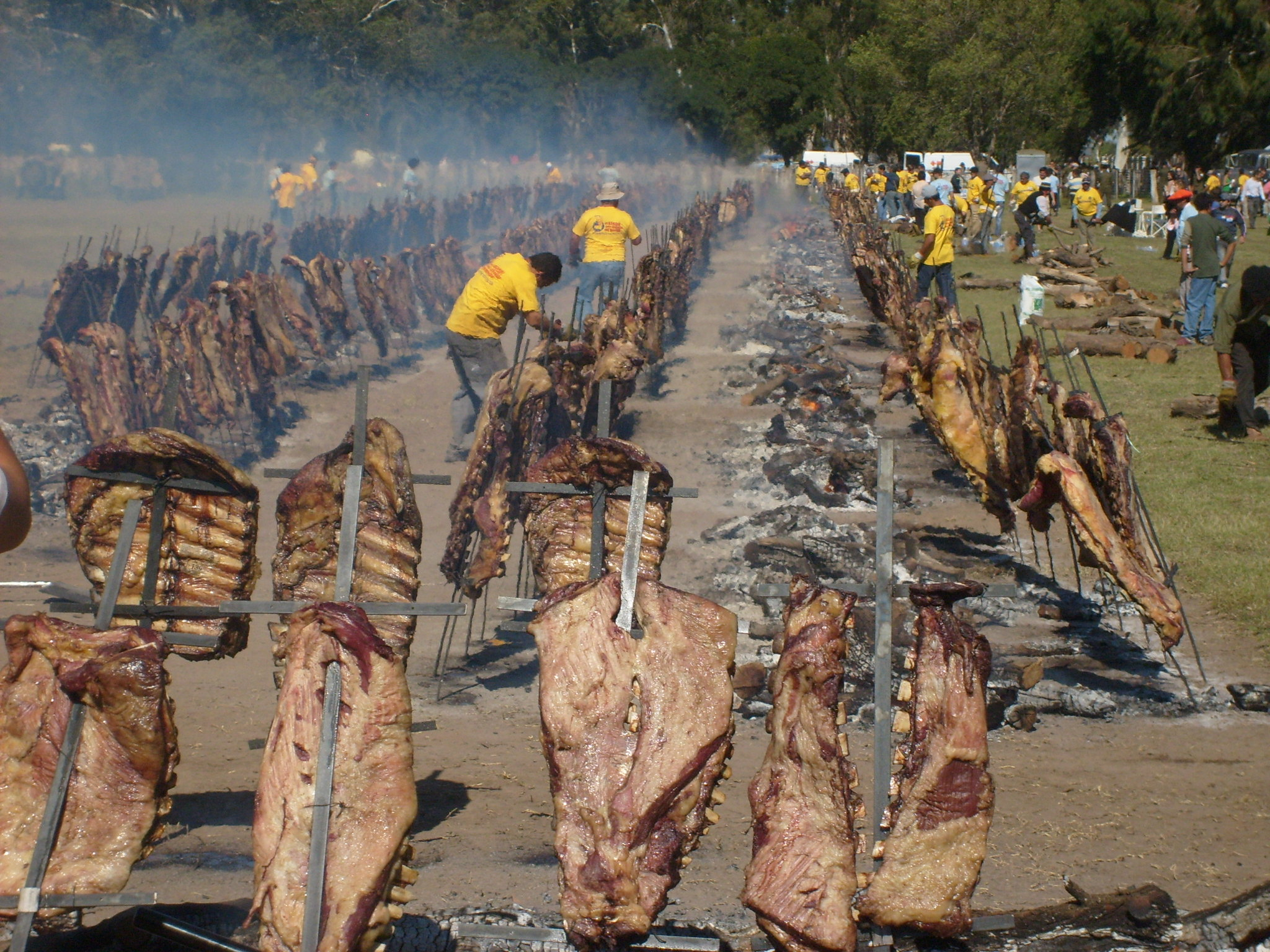
مشوي في باتاغونيا ، الأرجنتين

الأسادو (Asado) مصطلح يستخدم لطائفة واسعة من تقنيات الشواء والمناسبات الاجتماعية التي تتضمن إقامة حفل شواء في الأرجنتين والأوروغواي، حيث يعتبر طبقاً شعبياً استثنائياً. في هذه الدول، asado هو طبق وطني ويستخدم لأي أكلة «مشاوي» (ما عدا في البرازيل، حيث يعرف أكثر باسم «تشوراسكو»). asado يتكون عادةً من لحم البقر إلى جانب أنواع أخرى من اللحوم التي يتم طهيها على مشواة تُعرف باسم بارييا، أو على نارٍ مكشوفة. ويقدم أحيانا على مدفأة البراسيرو.
يتضمن طبق الأسادو اللحوم دائماً وقد تضاف أو تستبدل بأحشاء الذبيحة. عموماً في الوصفات الأكثر تفصيلاً، يُضفا النبيذ الأحمر والسلطات. أما في المناسبات الرسمية وفي المطاعم، يُحضّر الطعام بواسطة متخصص في الشواء (أسادور asador). أما في المناسبات غير الرسمية، يقوم بعملية الشواء متطوعون من الحضور.
في الأرجنتين، الأسادو هو مصطلح كان يستخدم للتخلص من جثث أولئك الذين يموتون تحت التعذيب من قبل السلطات.